# Gruppo montuoso dei Monti Eremita - Marzano
Il gruppo montuoso dei Monti Eremita - Marzano è un massiccio dell'Appennino Lucano posto tra i monti Picentini e i monti Alburni, nella provincia di Salerno. Il gruppo comprende la Riserva naturale Monti Eremita - Marzano.
Il nome del massiccio deriva dalle due cime più elevate, date dai monti Eremita (1.579 m) e Marzano (1.524 m).

## Geografia
L'area montuosa è compresa in parte in alcuni comuni situati nella Valle del Sele: Colliano e Valva a ovest, Laviano e Santomenna a nord. A sud sono posti i comuni situati effettivamente all'interno del massiccio montuoso, ovvero Buccino, San Gregorio Magno, Romagnano al Monte, Ricigliano, Salvitelle e Palomonte.
Tale massiccio calcareo, poiché posto a spartiacque tra ulteriori catene montuose, rappresenta un'importante corridoio faunistico tra l'Appennino Campano e l'Appennino Lucano.
Il massiccio montuoso è delimitato dalla valle del Sele e dai monti Picentini a ovest, dalla valle del Tanagro e i monti Alburni a sud, e dai monti della Basilicata a nord ed est. I comuni compresi nell'area sono Buccino, Colliano, Laviano, Palomonte, Ricigliano, Romagnano al Monte, Salvitelle, San Gregorio Magno, Santomenna e Valva. Colliano, Laviano e Valva fanno parte dell'omonima riserva naturale.

## Dati altimetrici
| Nome del monte   | Altimetria (m s.l.m.) | Comuni compresi                |
| ---------------- | --------------------- | ------------------------------ |
| Monte Eremita    | 1.579                 | Laviano                        |
| Monte Marzano    | 1.524                 | Colliano                       |
| Monte Pennone    | 1.508                 | Laviano                        |
| Monte Raistulo   | 1.488                 | Colliano                       |
| Monte Carpineta  | 1.462                 | Colliano                       |
| Monte Faillo     | 1.446                 | Colliano                       |
| Monte Pennacchio | 1.435                 | Laviano                        |
| Monte Saracino   | 1.425                 | San Gregorio Magno, Colliano   |
| Monte delle Rose | 1.372                 | Valva, Colliano                |
| Monte Ogna       | 1.361                 | Buccino                        |
| Monte del Tuono  | 1.291                 | San Gregorio Magno             |
| Monte Moio       | 1.286                 | Ricigliano, San Gregorio Magno |
| Monte di Valva   | 1.248                 | Valva                          |

## Amministrazione
Comuni nella Valle del Sele
- Colliano
- Laviano
- Valva
- Santomenna

Comuni posti nel massiccio montuoso
- Buccino
- Palomonte
- Ricigliano
- Romagnano al Monte
- San Gregorio Magno
- Salvitelle